# Yerevarai
Els Yerevarai van ser una família de nakharark (nobles) d'Armènia amb el seu feu hereditari situat a la comarca del Yerevarq, a la província del Tauruberan.